# Sedliště (Jimramov)

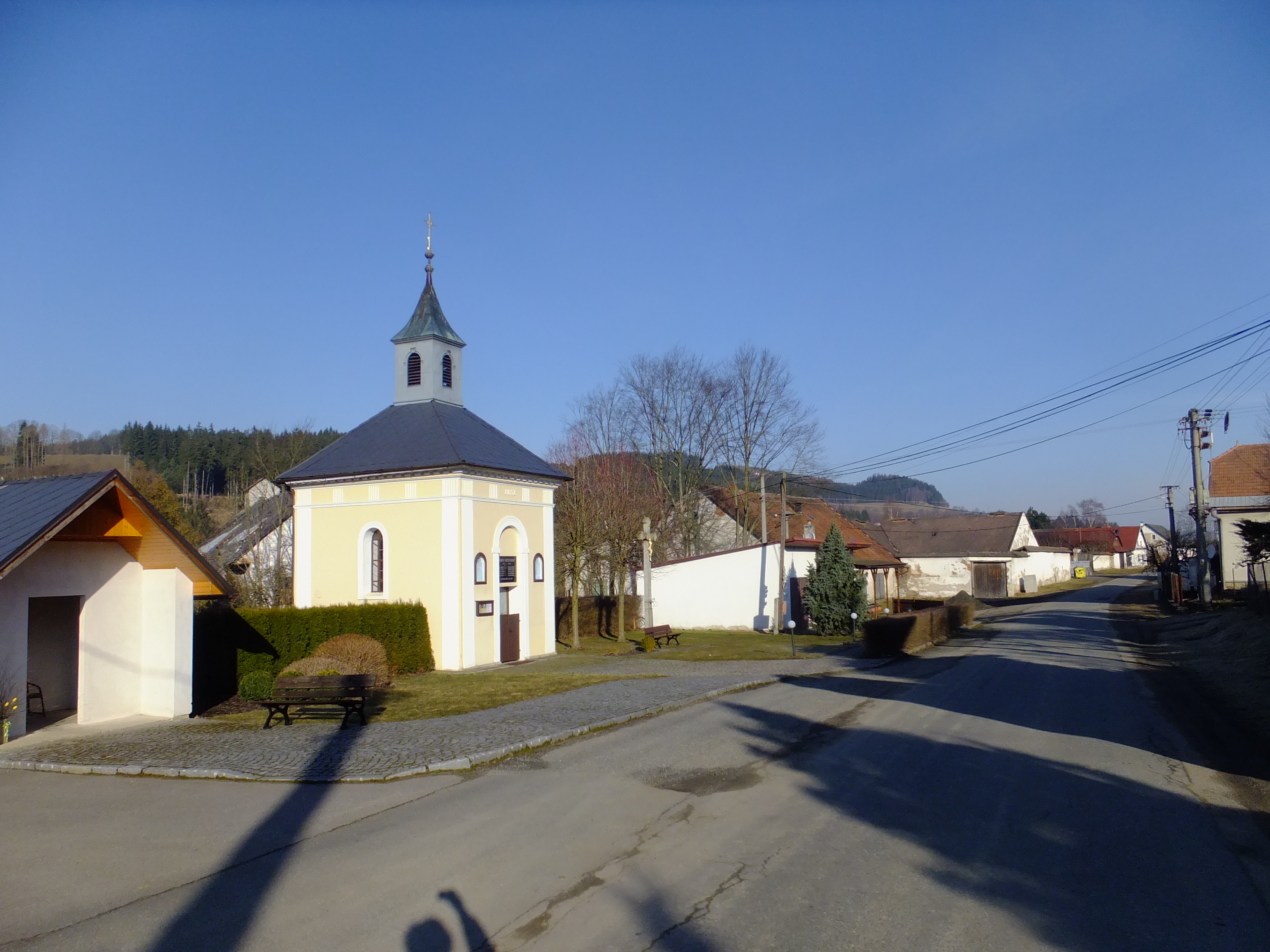
Dorfstraße mit Kapelle des hl. Wenzel

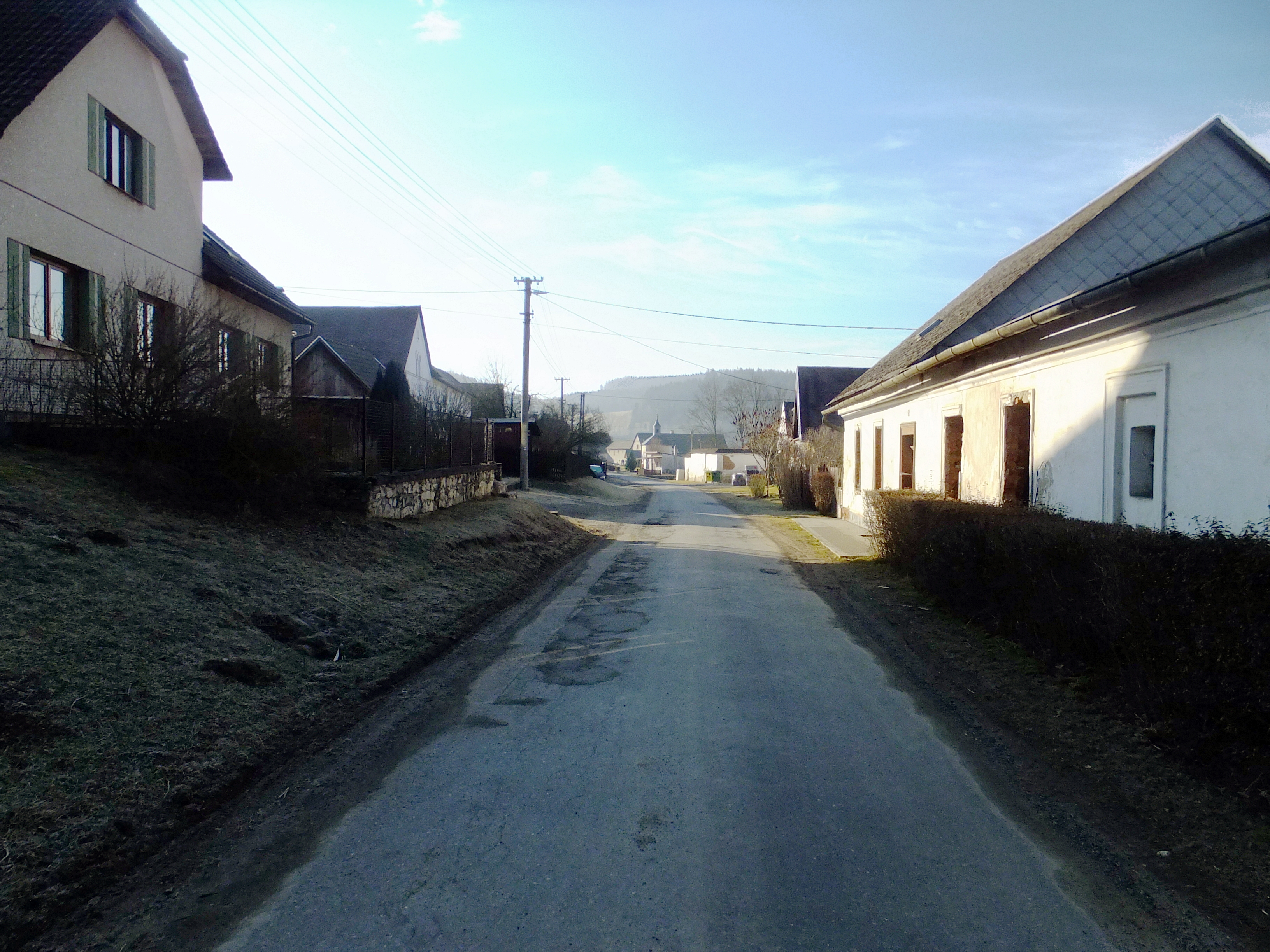
Dorfstraße

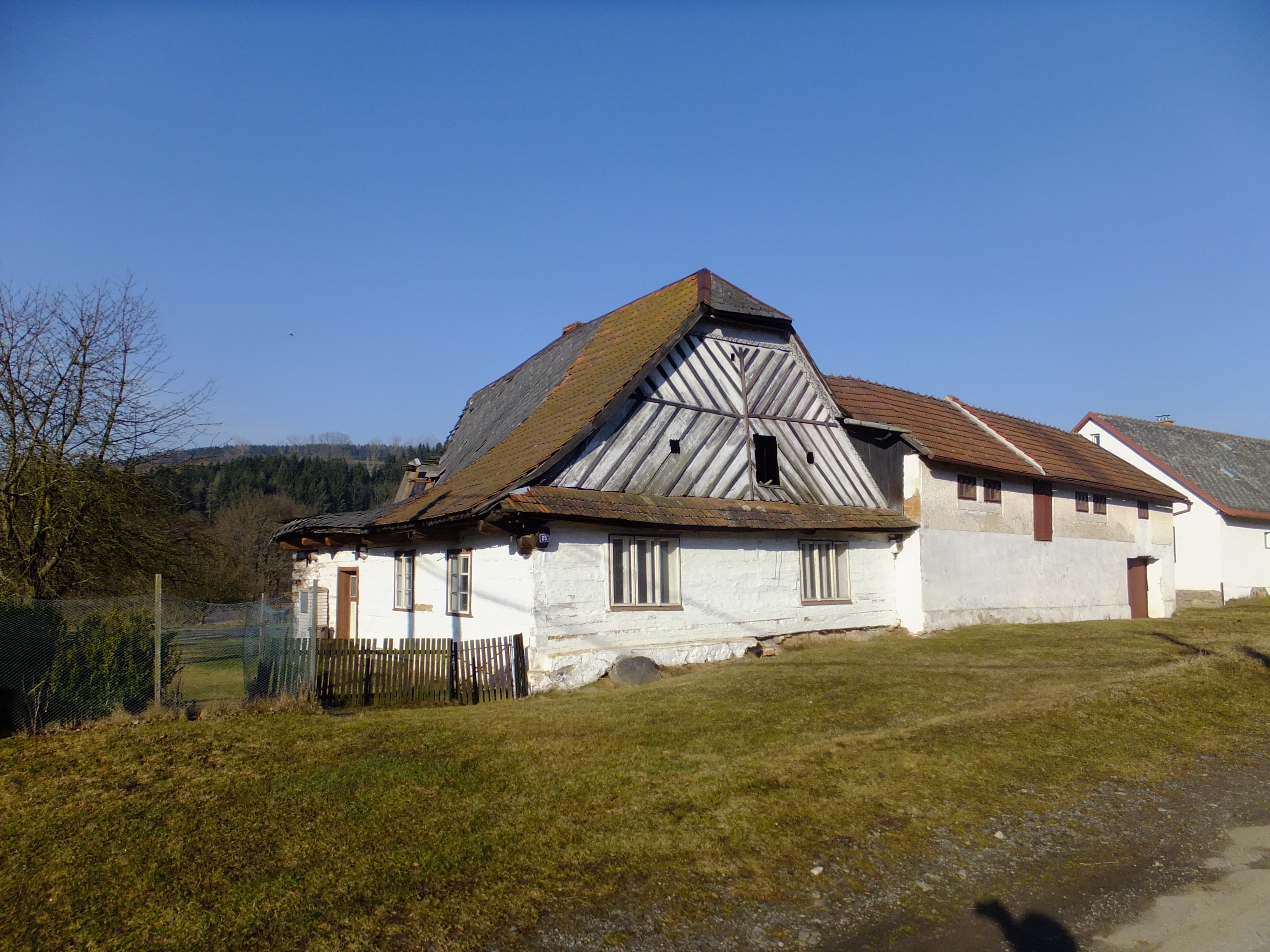
Haus Nr. 25

Sedliště (deutsch Sedlischt) ist ein Ortsteil der Minderstadt Jimramov in Tschechien. Er liegt anderthalb Kilometer nördlich von Jimramov und gehört zum Okres Žďár nad Sázavou.

## Geographie
Das Längsangerdorf Sedliště befindet sich in der Hornosvratecká vrchovina (Bergland der Oberen Swratka) oberhalb der Einmündung des Baches Sedlišťský potok am linken Ufer der Svratka. Nördlich erheben sich die Horka (578 m. n.m.) und der Žákův kopec (596 m. n.m.), im Nordosten der Na Kopci (625 m. n.m.) und der Bezděk (690 m. n.m.), südlich die Kabačka (570 m. n.m.) und die Hora (643 m. n.m.), im Südwesten der Holý vrch (620 m. n.m.), westlich die Prosíčka (739 m. n.m.) und der Chocholík (677 m. n.m.) sowie im Nordwesten der Mášův kopec (671 m. n.m.). Sedliště liegt im Naturpark Svratecká hornatina; gegen Westen erstreckt sich das Landschaftsschutzgebiet Žďárské vrchy. Das böhmische Dorf liegt unmittelbar an der historischen Landesgrenze zu Mähren.
Nachbarorte sind Lačnov, Kateřinky und Korouhev im Norden, Dolní Jedlová und Čtyří Dvory im Osten, Nedvězí und Trhonice im Südosten, Benátky und Jimramov im Süden, Nový Jimramov und Na Louži im Südwesten, V Bombaji, Doly und Javorek im Westen sowie Spělkov und Borovnice im Nordwesten.

## Geschichte
Die erste urkundliche Erwähnung von Sedliště erfolgte am 25. Februar 1474 in der Bestätigung der der königlichen Leibgedingestadt Polička von Wenzel IV. gewährten Rechte und Privilegien einschließlich des Besitzes der zum Weichbild gehörenden Dörfer durch König Ladislaus Jagiello. Wegen der Teilnahme der Stadt am antihabsburgischen Ständeaufstand von 1547 konfiszierte König Ferdinand I. deren Güter und überließ diese der Herrschaft Richenburg. Im Jahre 1558 kaufte die Stadt Polička ihren alten Besitz zurück. Nach der Schlacht am Weißen Berg wurden die Politschkaer Dörfer 1620 erneut eingezogen, da sich die Stadt an der protestantischen Rebellion von 1618 beteiligt hatte. 1628 bekam die Stadt Sedliště und die anderen Dörfer zurück. 1789 gab es 28 Anwesen in Sedlischt bzw. Sedlisstie.
Im Jahre 1835 bestand das im Chrudimer Kreis gelegene Dorf Sedlischt bzw. Sedlisstě aus 30 Häusern mit 167 tschechischsprachigen Einwohnern. Im Ort gab es eine Rustikalmühle an der Schwarzawa sowie einen Kalksteinbruch. Pfarrort war Kurau, der Amtsort Polička. Bis zur Mitte des 19. Jahrhunderts blieb Sedlischt der königlichen Leibgedingestadt Polička untertänig. Im 18. und 19. Jahrhunderts wurde das damals aus gezimmerten Häusern bestehende Dorf mehrfach durch Brände geschädigt.
Nach der Aufhebung der Patrimonialherrschaften bildete Sedliště / Sedlischt ab 1850 einen Ortsteil der Gemeinde Trhonice / Trhonitz im Gerichtsbezirk Polička. Ab 1868 gehörte das Dorf zum Bezirk Polička. 1869 hatte Sedliště 231 Einwohner und bestand aus 30 Häusern. Im Jahre 1887 löste sich Sedliště von Trhonice los und bildete eine eigene Gemeinde. Die Freiwillige Feuerwehr wurde 1894 gegründet. Im Jahre 1900 lebten in Sedliště 263 Personen, 1910 waren es 271. Zu dieser Zeit gab es im Ort eine Flachsbreche und eine Brennerei. Nach dem Ersten Weltkrieg zerfiel der Vielvölkerstaat Österreich-Ungarn, die Gemeinde wurde 1918 Teil der neu gebildeten Tschechoslowakischen Republik. Beim Zensus von 1921 lebten in den 32 Häusern von Sedliště 280 Tschechen. Im Jahre 1930 bestand die Gemeinde aus 47 Häusern und hatte 267 Einwohner. Von 1939 bis 1945 gehörte Sedliště / Sedlischt zum Protektorat Böhmen und Mähren. Erreichbar war das Dorf nur über einen von der Staatsstraße II/360 abzweigenden und nach Borovnice führenden Fahrweg. Im Jahre 1949 erhielt Sedliště eine Straßenverbindung nach Jimramov, dazu mussten Teile des Kabačkafelsens abgetragen werden. 1950 lebten nur noch 176 Personen in Sedliště. Im Zuge der Gebietsreform von 1960 erfolgte die Aufhebung des Okres Polička; Sedliště wurde dabei dem Okres Svitavy zugeordnet. 1965 wurde das Dorf nach Jimramov eingemeindet und damit Teil des Okres Žďár nad Sázavou. Beim Zensus von 2001 lebten in den 49 Wohnhäusern von Sedliště 125 Personen. Im Jahre 2020 hatte das Dorf 111 Einwohner. Am Südwesthang des Na Kopci befindet sich ein Skilift.

## Ortsgliederung
Der Ortsteil Sedliště bildet den Katastralbezirk Sedliště u Jimramova.

## Sehenswürdigkeiten
- Kapelle des hl. Wenzel, geweiht 1852. An der Kapelle befindet sich eine Gedenktafel mit den Namen der im Ersten Weltkrieg gefallenen Einwohner.
- Steinernes Kreuz neben der Kapelle, geschaffen 1894
- Haus Nr. 25, einziges erhaltenes gezimmertes Haus im Ort. Im Giebel befindet sich eine mit 1766 datierte Inschrift des Erbauers, Meister Johanes aus Polička
- Ehemalige Wassermühle an der Svratka, sie wurde an der Stelle eines alten Wasserwerkes aus dem 15. Jahrhundert errichtet und bis zum Brand von 1906 betrieben. Da der Fluss hier mit wenig Gefälle durch eine breite Auwiese mäandrierte, musste ein langer Mühlgraben vom Wehr unterhalb der Horka angelegt werden. Nach dem Wiederaufbau wurde die ehemalige Mühle als Textilbetrieb genutzt, seit den 1960er Jahren dienen die Gebäude als Darre und Getreidelager.
- Ehemaliger Kalksteinbruch am Hang über dem Dorf, der Kalkstein wurde früher für die Kalkbrennerei Trhonice abgebaut und nach deren Stilllegung zu Kies zerkleinert. Die Lagerstätte ist die nördlichste des Nedvědiceer kristallinen Kalksteins.
- Kabačka, über dem Abzweig der Straße nach Sedliště, befindet sich ein Aussichtspunkt auf das Städtchen Jimramov. Beim Bau der Straße wurden zahlreiche rotviolette Granatkristalle aufgefunden.